# Муртазалиев, Муталим Камилович
Муталим Камилович Муртазалиев (20 мая 1990) — российский тхэквондист и тренер, призёр чемпионата России. Мастер спорта России.

## Спортивная карьера
Является воспитанником ГЦБИ при министерстве спорта Республики Дагестан, тренировался под руководством М. А. Абдуллаева и Р. А. Абдуллаева. В сентябре 2008 года в Ульяновске стал бронзовым призёром чемпионата России. После окончания спортивной карьеры работает тренером в махачкалинской спортивной школе Чемпион. 

## Достижения
- Чемпионат России по тхэквондо 2008 — ;